# Giovanni Battista Monti (politico)
Giovanni Battista Monti (Balerna, 19 settembre 1781 – Balerna, 14 maggio 1859) è stato un avvocato, politico e notaio svizzero-italiano.